# Дама и једнорог
Дама и једнорог (фр. La dame à la licorne) назив је серије француских таписерија које се често сматрају највећим уметничким делима средњовековне Европе. Претпоставља се да су исткане крајем 15. века (око 1490. године) у Фландрији.
Мотиви на таписеријама углавном се интерпретирају као приказ пет чула — укуса, слуха, вида, мириса и додира, уз додатак још једне таписерије, „моја једина жеља“ (A mon seul désir), за коју се сматра да представља љубав и разумевање. На свакој таписерији приказана је дама племенитог рода са једнорогом, а на некима се налазе и слике мајмуна и лава. Заставе и штитови једнорога и лава имају грбове наручиоца таписерија, Жана ле Виста, моћног племића на двору француског краља Шарла VII.
У изради таписерија коришћен је стил „хиљаду цветова“ (mille-fleurs).
Таписерије је 1841. године поново открио инспектор историјских споменика Проспер Мериме у замку у Бусаку (Крез) у централној Француској, прилично оштећене због лоших услова у којима су држане (изједене од пацова и местимично исечене). Њихову славу почела је да шири књижевница Жорж Санд пишући о њима у чланцима, романима и свом дневнику. Таписерије су и централна тема романа „Дама и једнорог“ Трејси Шевалије и „Седми једнорог“ Кели Џонс.
Таписерије је 1882. године откупила француска влада и од тада су изложене, рестауриране, у Музеју Клини (сада Национални музеј Средњег века) у Паризу.

## Таписерије
Укус
Дама узима слаткиш са тањира који јој приноси слушкиња. Гледа у папагаја кога држи подигнутом левом руком. И лав и једнорог на задњим ногама пропињу се ка заставама које уоквиравају даму са обе стране. Мајмун покрај њених ногу једе један од слаткиша.
Слух
Дама свира оргуље на столу прекривеном турским ћилимом. Слушкиња стоји наспрам ње и придржава јој оргуље. Лав и једнорог су и овде са заставама, само сада са унутрашње стране оквира. За разлику од свих осталих таписерија, на овој су лав и једнорог постављени обрнуто у односу на даму.
Вид
Дама седи, десном руком је подигла огледало. Једнорог клечи на земљи, предње ноге су му на дамином крилу, и огледа се у огледалу. Лав на левој страни подигао је заставу.
Мирис
Дама прави венац од цвећа. Слушкиња јој држи корпу са цвећем надохват руке. Опет су лав и једнорог са заставама око даме. Мајмун је украо цвет и мирише га, што појашњава алегорију.
Додир
Дама једном руком додирује једнорогов рог, а другом држи заставу. Лав седи по страни и посматра призор.
Моја једина жеља
Ова таписерија је шира од осталих и нешто је другачијег стила. Дама стоји испред шатора на чијем горњем делу стоји натпис „Моја једина жеља“ (A Mon Seul Désir). Десно је слушкиња са отвореним ковчежићем. Дама одлаже у ковчежић огрлицу коју је носила на осталим таписеријама. Са њене леве стране је ниска клупа на којој се налазе вреће са кованим новцем. Једнорог и лав су на својим уобичајеним местима уз заставе.
Ова таписерија предмет је бројних интерпретација. Према некима, дама одлаже своју огрлицу у знак одрицања од жудњи побуђених осталим чулима и као израз своје слободне воље. Према другима, таписерија представља шесто чуло - разумевање (проистекло из проповеди Жана Герсона са париског универзитета око 1420). Према разним другим тумачењима, таписерија представља љубав или невиност.